# Caso cerrado Chile
Caso Cerrado Chile fue un programa de televisión chileno producido y emitido por Mega entre el 16 de septiembre y el 27 de noviembre de 2009, a las 22:20 horas. Fue un show derivado de Caso Cerrado, producido en Estados Unidos por la cadena Telemundo y transmitido a diversos países de América Latina. Tal como en la versión original, Caso Cerrado Chile fue conducido por la abogada cubana Ana María Polo, quien ofició como árbitro para resolver los conflictos cotidianos de los litigantes chilenos que asistieron al programa.